# كامبل ديكسون
كامبل ديكسون (بالإنجليزية: Campbell Dickson)‏ هو لاعب كرة قدم أمريكية أمريكي، ولد في 1904 في إلينوي في الولايات المتحدة، وتوفي في 26 يوليو 1958.